# 呂翀
呂翀（1469年—1523年），字天翰，江西承宣布政使司廣信府永豐縣（今江西省廣豐縣）人，明朝政治人物、同進士出身。

## 生平
弘治十一年（1498年）戊午科江西鄉試第七十六名舉人，弘治十二年（1499年）联捷己未科進士，授刑科給事中。因上疏請求留用劉健、謝遷兩人，得罪劉瑾，被削籍致仕。劉瑾被誅后，起用為雲南僉事。此後升任四川副使，修築成都都江堰，便捷灌溉水利。嘉靖初年去世。

## 家族
曾祖吕奭，州同知；祖吕克明；父吕應邦。母周氏。具庆下。弟瑞、玉、璟、翊。